# Esras bok
Esras bok är en skrift i judendomens Ketuvim och kristendomens Gamla testamente. Boken beskriver hur prästen Esra i sällskap med nästan 50 000 andra judar får återvända till Jerusalem från fångenskapen i Babylonien för att återuppbygga staden och templet, allt på direkt order av den persiske kungen Kyros II. Esra har kallats "den andre Moses". Esra omfattar delvis samma tid som Nehemja och Ester.
Uppgifterna om Esra är motstridiga men samstämmigt vittnar källorna om hans nyskapande betydelse såsom "den andra Moses". Han var sannolikt verksam under Artaxerxes I:s regeringstid (464–424 f.Kr.) och vann likt många andra judar stort inflytande vid det persiska hovet. Av kungen sändes han till Jerusalem för att där reformera tempeltjänst och samhällsliv enligt de ideal som utformats bland exiljudarna och som underströk judendomens exklusivitet. Helt säkert har "den nya lagen" präglat redigeringen av Pentateuken (de fem Moseböckerna).
Esragestaltens framträdande roll när det gäller det religiösa livet i samband med återkomsten från Babyloniska fångenskapen har gett upphov till en mängd litteratur. Utöver boken som finns i Gamla Testamentet så finns Tredje Esra och Fjärde Esra. I 4 Esra 14 beskrivs en person kallad Esra som för fem skrivare dikterar Lagen på nytt sedan den blivit uppbränd. Här tecknas Esra som en parallell till Mose. Esra får uppgiften av Den Högste att skriva och det blir 94 böcker. Berättelsen är helt ohistorisk men visar något om Esras betydelse och kanske också på att man omkring år 100 f.Kr. räknade med 94 kanoniska böcker.